# Леонова, Дарья Михайловна
Дарья Михайловна Леонова (1829, 1834 или 1835 — 1896, Санкт-Петербург) — русская певица (контральто).
Солистка Мариинского (Санкт-Петербург) и Большого (Москва) театров.

## Биография и творчество
В своих воспоминаниях Леонова указала, что родилась в семье отставного офицера в 1835 году в Вышнем Волочке. Источники указывают также 21 марта 1829 и 4 марта 1834 года. Её отец имел происхождение из крепостных крестьян. Помещик, заметив музыкальные способности мальчика определил его в школу военной музыки лейб-гвардии гренадерского полка. По окончании войны с Наполеоном в 1814 году, он был произведён в офицеры и вышел в отставку; женился в Санкт-Петербурге на дочери чиновника Екатерине Ивановне Ивановой. Прежде Дарьи у них родилось шесть детей, из которых выжил только один брат, родившийся тремя годами раньше.
Училась в Санкт-Петербургском театральном училище. Ещё во время учёбы выступала на Императорской сцене в водевилях и пьесах с пением.
В 1852 году с большим успехом дебютировала в опере  «Жизнь за царя» («Иван Сусанин») Михаила Глинки, подготовив партию Вани вместе с композитором, которому голос Леоновой очень понравился. Глинка и после занимался с певицей, написал для неё «Молитву» и собирался писать оперу «Двумужница».
В 1857—1858 годах Дарья Леонова концертировала за границей, в частности в Берлине и Париже. Она пела во многих немецких городах, знакомя иностранцев с русской музыкой, в особенности с произведениями Глинки. Стажировалась у Дж. Мейербера и Д. Обера, при этом не прекращая концертной деятельности. Проходя в Париже партии различных опер под руководством Обера, Леонова приняла участие в двух музыкальных вечерах. Осыпая певицу похвалами, газеты называли её «чистым русским бриллиантом» — pur diamant russe.
Вернувшись в 1851 году в Россию, до 1873 года пела на Императорской сцене в обеих столицах, исполнив ряд партий: Азучены («Трубадур» Верди, причем один из крупнейших итальянских певцов XIX столетия Энрико Тамберлик назвал её «королевой Азучен»), Спиридоновны во «Вражьей силе» Серова, Рогнеды («Рогнеда» его же), хозяйки корчмы («Борис Годунов» Мусоргского), княгини в «Русалке» Даргомыжского, Кроатки в опере «Кроатка, или Соперницы» Дютша, Маргарета в «Ратклифе» Кюи, Ортруда в «Лоэнгрине» Р. Вагнера, Фидес в «Пророке» Дж. Мейербера. Выступала в концертных программах с народными песнями и произведениями современных композиторов.

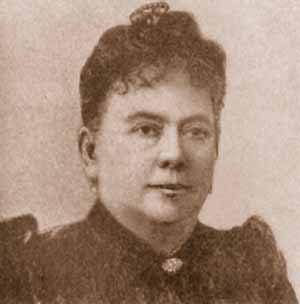

Оставив в 1873 году оперную сцену, Леонова совершила концертную поездку по Сибири, а также за рубежом — в Японии, Китае и в странах Северной Америке (Сан-Франциско и Нью-Йорк); в 1879 г. предприняла концертное турне по России с М. П. Мусоргским в качестве аккомпаниатора. В гастрольный репертуар певицы вошли многие сочинения новой русской школы.
В 1880 году открыла (при активном участии Мусоргского) музыкальные курсы в Санкт-Петербурге. В 1888—1892 годах преподавала пение в московском театральном училище, а в 1892 году открыла собственные музыкальные классы в Москве. Среди её учеников — В. П. Шкафер, Л. Д. Донской, выступавшие на Императорской московской сцене.
В 1891 году в «Историческом вестнике» были напечатаны «Воспоминания артистки императорских театров Д. М. Леоновой»: 1891. — Т. XLIII. — № 1. — С. 120—144; № 2. — С. 326—351; № 3. — С. 632—659; Т. XLIV. — № 4. — С. 73—85 (см. также: «Русская Музыкальная Газета», 1896, № 3, 301—308).
Умерла в Санкт-Петербурге 25 января (6 февраля) 1896 года. Похоронена на Тихвинском кладбище Александро-Невской лавры.